# 畑中槙人
畑中 槙人（はたなか まきと、1996年6月7日 - ）は、兵庫県出身の元サッカー選手。ポジションは、フォワード。

## 来歴
中学生の頃には既に192cmあった（父親は185cm、母親は178cm）。2014年9月、ガイナーレ鳥取U-18で同期の石輪聖人と共に2015年シーズンからのトップチーム昇格内定が発表された。
トップチーム昇格内定（2014年9月）当初は身長203cmでJリーグ日本人歴代最長身選手であったが、2016年の公式プロフィールで身長が205cmになっていたことが明らかになり、それまでのJリーグ歴代最長身選手であったトル・ホグネ・オーロイの204cmを抜き、最長身記録を更新した。高身長サッカー選手としてバラエティ番組で幾度となく紹介される。2018年シーズン終了後に契約満了。
2019年、アルビレックス新潟シンガポールに加入。同年シーズン終了後に新潟シンガポールを退団。
2020年は無所属。同年8月、本人のTwitterで身長が207cmである事が明らかになった。
2021年、エリース東京FCに加入。2022年シーズン終了後、エリース東京FCを退団。

## 所属クラブ
- 井吹台SC
- サルパFC
- ガイナーレ鳥取U-18（米子松蔭高等学校）
- 2015年 - 2018年  ガイナーレ鳥取
- 2019年  アルビレックス新潟シンガポール
- 2021年 - 2022年 エリース東京FC

## 個人成績
| 国内大会個人成績 | 国内大会個人成績 | 国内大会個人成績 | 国内大会個人成績 | 国内大会個人成績 | 国内大会個人成績 | 国内大会個人成績 | 国内大会個人成績 | 国内大会個人成績 | 国内大会個人成績 | 国内大会個人成績 | 国内大会個人成績 |
| 年度             | クラブ           | 背番号           | リーグ           | リーグ戦         | リーグ戦         | リーグ杯         | リーグ杯         | オープン杯       | オープン杯       | 期間通算         | 期間通算         |
| 年度             | クラブ           | 背番号           | リーグ           | 出場             | 得点             | 出場             | 得点             | 出場             | 得点             | 出場             | 得点             |
| 日本             | 日本             | 日本             | 日本             | リーグ戦         | リーグ戦         | リーグ杯         | リーグ杯         | 天皇杯           | 天皇杯           | 期間通算         | 期間通算         |
| ---------------- | ---------------- | ---------------- | ---------------- | ---------------- | ---------------- | ---------------- | ---------------- | ---------------- | ---------------- | ---------------- | ---------------- |
| 2015             | 鳥取             | 27               | J3               | 0                | 0                | -                | -                | 0                | 0                | 0                | 0                |
| 2016             | 鳥取             | 27               | J3               | 1                | 0                | -                | -                | 0                | 0                | 1                | 0                |
| 2017             | 鳥取             | 27               | J3               | 11               | 0                | -                | -                | 0                | 0                | 11               | 0                |
| 2018             | 鳥取             | 27               | J3               | 0                | 0                | -                | -                | 0                | 0                | 0                | 0                |
| シンガポール     | シンガポール     | シンガポール     | シンガポール     | リーグ戦         | リーグ戦         | リーグ杯         | リーグ杯         | シンガポール杯   | シンガポール杯   | 期間通算         | 期間通算         |
| 2019             | 新潟S            | 13               | プレミア         |                  |                  |                  |                  |                  |                  |                  |                  |
| 通算             | 日本             | 日本             | J3               | 12               | 0                | -                | -                | 0                | 0                | 12               | 0                |
| 通算             | シンガポール     | シンガポール     | プレミア         |                  |                  |                  |                  |                  |                  |                  |                  |
| 総通算           | 総通算           | 総通算           | 総通算           | 12               | 0                | 0                | 0                | 0                | 0                | 12               | 0                |

- Jリーグ初出場 - 2016年5月29日 J3第11節 SC相模原戦 (相模原ギオンスタジアム)